# Maytenus meguillensis
Maytenus meguillensis är en benvedsväxtart som beskrevs av Henry Hurd Rusby. Maytenus meguillensis ingår i släktet Maytenus och familjen Celastraceae. Inga underarter finns listade.